# ツアー・オブ・ルーヴェン＝メモリアル・ジェフ・シェーレン
ツアー・オブ・ルーヴェン＝メモリアル・ジェフ・シェーレン（Tour of Leuven–Memorial Jef Scherens）は、例年8月上旬～9月上旬にベルギー、ルーヴェンで開催される自転車ロードレースのワンデイレース。UCIヨーロッパツアー1.1カテゴリ。
トラックレース世界選手権のプロ・スクラッチ（プロ・スプリント）で史上初の6連覇、通算7度の優勝を果たしたジェフ・シェーレンを記念して設けられた。
2021年までのレース名はフロット・プライス・ジェフ・シェーレン（Grote Prijs Jef Scherens）。

## 歴代優勝者
| 年   | 優勝者                           |
| ---- | -------------------------------- |
| 1963 | マルセル・ファンデン・ボハールト |
| 1964 | ノルベール・ケルクホヴ           |
| 1965 | フェルナント・デフェルム         |
| 1966 | ヘルマン・ファンスプリンヘル     |
| 1967 | ロベール・ルラング               |
| 1968 | 開催なし                         |
| 1969 | フランス・フェルベーク           |
| 1970 | フランス・フェルベーク           |
| 1971 | フランス・フェルベーク           |
| 1972 | フスターフ・ヘルマンス           |
| 1973 | ヤン・ファン・カトウェイク       |
| 1974 | フレディ・マルテンス             |
| 1975 | フレディ・マルテンス             |
| 1976 | フランス・フェルベーク           |
| 1977 | ワルテル・プランカールト         |
| 1978 | フランス・ファン・ローイ         |
| 1979 | マルセル・ローラン               |
| 1980 | リュド・ドクロワ                 |
| 1981 | ヤン・ラース                     |
| 1982 | リュディ・マタイス               |
| 1983 | アドリ・ファン・デル・プール     |
| 1984 | ロニー・ファン・ホレン           |
| 1985 | ヨゼフ・リケンス                 |
| 1986 | ヨゼフ・リケンス                 |
| 1987 | ロニー・ファン・ホレン           |
| 1988 | パトリック・スホーヴァールツ     |
| 1989 | 開催なし                         |
| 1990 | ウィルフリート・ペータース       |
| 1991 | ウィルコ・ズュイデルウェイク     |
| 1992 | ヘンドリック・ルダン             |
| 1993 | フランス・マーセン               |
| 1994 | マウロ・ベッティン               |
| 1995 | エリック・デッケル               |
| 1996 | ヤンス・クルツ                   |
| 1997 | ステファン・エヌベール           |
| 1998 | ヨ・プランカールト               |
| 1999 | マルク・ストレール               |

| 年   | 優勝者                                                     |
| ---- | ---------------------------------------------------------- |
| 2000 | ダヴ・ブリュイラントス                                     |
| 2001 | ニコ・エークハウト                                         |
| 2002 | アンドレアス・クリール                                     |
| 2003 | トル・フースホフト                                         |
| 2004 | アラン・ヨハンセン                                         |
| 2005 | ヨースト・ポストヒュマ                                     |
| 2006 | マルセル・ジーベルク                                       |
| 2007 | ブラム・タンキンク                                         |
| 2008 | ワウテル・モル                                             |
| 2009 | セバスティアン・ランヘヴェルト                             |
| 2010 | ラース・ボーム                                             |
| 2011 | ジェローム・ピノー                                         |
| 2012 | ステヴェン・カートホヴェン                                 |
| 2013 | ベルト・デ・バッケル                                       |
| 2014 | アンドレ・グライペル                                       |
| 2015 | ビェルン・ルクマンス                                       |
| 2016 | ディミトリ・クライス                                       |
| 2017 | ティモシー・デュポン                                       |
| 2018 | ジャスパー・ストゥイヴェン                                 |
| 2019 | ニッコロ・ボニファツィオ                                   |
| 2020 | 新型コロナウイルス感染症の世界的流行 (2019年-)により未開催 |
| 2021 | ニッコロ・ボニファツィオ                                   |
| 2022 | ヴィクトール・カンペナールツ                               |
| 2023 | アルノー・ドゥリー                                         |